# 佩爾丘諾韋
48°9′17″N 31°20′30″E / 48.15472°N 31.34167°E
佩爾丘諾韋（烏克蘭語：Перчунове），是烏克蘭中部的村莊，隸屬基洛夫格勒州的新烏克蘭卡區。該村始建於1883年，面積2.08平方公里，海拔高度177米，2024年人口500，人口密度每平方公里359.1人。